# Alconada de Maderuelo
Alconada de Maderuelo er en by og kommune i det centrale Spanien i provinsen Segovia. Den har et indbyggertal på 26 (2024) indbyggere.